# JLS (groupe)
Pour les articles homonymes, voir JLS.
JLS (une abréviation de Jack the Lad Swing) est un boys band britannique découvert en 2008 dans l'émission The X Factor où il a terminé à la deuxième place, derrière la gagnante Alexandra Burke. Le groupe est composé d'Aston Merrygold, Marvin Humes, Jonathan "JB" Gill, et Oritsé Williams.
Après leur apparition dans l'émission The X Factor, ils ont signé un contrat avec la maison de disques Epic Records et ont connu un franc succès au Royaume-Uni, avec leur premier single, Beat Again, qui a accédé à la première place des charts du Royaume-Uni le 19 juillet 2009, avec plus de 100 000 exemplaires vendus dès sa première semaine dans les bacs.
Leur deuxième single, Everybody in Love, sort le 2 novembre 2009, et se vend à plus de 120 000 exemplaires. Suit la sortie de leur premier album éponyme, le 9 novembre 2009, qui depuis est triple album de platine, avec plus de 900 000 copies écoulées au Royaume-Uni seulement.
Ils annoncent leur séparation le 24 avril 2013 après la sortie d'un best of et une tournée d'adieu.

## Discographie

### Album
- 2009 : JLS
- 2010 : Outta This World
- 2011 : jukebox
- 2012 : Evolution

### Singles
- 2009 : Beat Again
- 2009 : Everybody in love
- 2010 : One Shot
- 2010 : The Club is Alive
- 2010 : Love You More
- 2010 : Eyes Wide Shut (feat. Tinie Tempah)
- 2011 : She Makes Me Wanna (feat. Dev)
- 2011 : Take A Chance On Me
- 2011 : 3D
- 2011 : Do you feel what I feel
- 2012  : Proud
- 2012 : Hottest girl in the world